# Zog Nit Keynmol
Zog Nit Keyn Mol (en yidis: זאָג ניט קיין מאָל‎, lit. 'Nunca digas'), también llamada Partizaner Lid (en yidis: פּאַרטיזאַנער ליד‎, lit. 'Canción partisana') es una canción creada por el poeta y partisano judío Hirsh Glick en el Gueto de Vilna en el año 1943, y es considerada el principal himno del movimiento de partisanos judíos en resistencia al nazismo y el holocausto. 

## Historia
Inspirado por el levantamiento del gueto de Varsovia, Glick creó la letra y tomó prestada la música de la marcha soviética Campamento Terek (en ruso: Терская походная) compuesta por su correligionario Dmitry Pokrass.

## Letra
Primera estrofa
| Fonética                                     | Yidis                                         | Traducción                               |
| -------------------------------------------- | --------------------------------------------- | ---------------------------------------- |
| זאָג ניט קיין מאָל, אַז דו גייסט דעם לעצטן וועג | Zog nit keyn mol, az du geyst dem letstn veg, | ¡Nunca digas que esta senda es la final! |
| כאָטש הימלען בלײַענע פֿאַרשטעלן בלויע טעג        | Khotsh himlen blayene farshteln bloye teg;    | Acero y plomo cubre un cielo celestial;  |
| קומען וועט נאָך אונדזער אויסגעבענקטע שעה      | Kumen vet nokh undzer oysgebenkte sho,        | Nuestra hora anhelada va a llegar,       |
| ס׳וועט אַ פּויק טאָן אונדזער טראָט: מיר זײַנען דאָ | S'vet a poyk ton undzer trot – mir zaynen do! | Redoblara nuestro marchar henos acá!     |
|                                              |                                               |                                          |

|completo en yidis
|

Zog nit keyn mol

Zog nit keyn mol az du geyst dem letsn veg,

Khotsh himlen blayene farshteln bloye teg;

Kumen vet nokh undzer oysgebenkte sho,

S'vet a poyk ton undzer trot – mir zaynen do!

Fun grinem palmen-land biz vaytn land fun shney,

Mir kumen on mit undzer payn, mit undzer vey,

Un vu gefaln s'iz a shprots fun undzer blut,

Shprotsn vet dort undzer gvure undzer mut.

S'vet di morgn-zun bagildn undz dem haynt,

Un der nekhtn vet farshvindn mitn faynt,

Nor oyb farzamen vet di zun un der kayor-

Vi a parol zol geyn dos lid fun dor tsu dor.

Dos lid geshribn iz mit blut un nit mit blay,

S'iz nit keyn lidl fun a foygl af der fray,

Dos hot a folk tsvishn falndike vent

Dos lid gezungen mit naganes in di hent.